# 萊姆森特 (新罕布什爾州)
萊姆森特（英語：Lyme Center）是位於美國新罕布什爾州格拉夫頓縣的非建制地區。

## 地理
萊姆森特所處的海拔為高於海平面245米（即804英呎），而該地所採用的時區為UTC-5，即北美东部时区（EST）。同時該地設有夏令時間，為UTC-5調快一小時，即UTC-4（EDT）。